# Bonhard Castle
Bonhard Castle war ein Wohnturm mit L-förmigem Grundriss aus dem 16. Jahrhundert etwa 2,5 km südöstlich von Bo’ness in der schottischen Council Area West Lothian.
Der Turm wurde auch Bonhard House oder Polkmyl Tower genannt.

## Geschichte
Die Burg gehörte den Cornwalls von Bonhard. Später wurde sie in Wohnungen für Landarbeiter aufgeteilt und im Inneren umgebaut. 1959 brannte das Gebäude aus und wurde 1962 gesprengt. Heute steht an seiner Stelle ein neues Haus.

## Architektur
Der Turm, der erhöht stand, hatte drei Stockwerke und ein Dachgeschoss. Im Innenwinkel des Gebäudes befand sich ein Treppenturm in halbachteckiger Form. Der ursprüngliche Eingang war am unteren Ende des Treppenturms.
Die Küche fand sich im nicht gewölbten Erdgeschoss, während der Rittersaal im 1. Obergeschoss darüber war. In diesem Geschoss gab es Stuckarbeiten aus dem 17. Jahrhundert.